# 日野市の用水路
日野市の用水路（ひのしのようすいろ）は、主に東京都日野市内を流れる用水路について記述する。
特に新井用水と上田用水黒川用水、とそれに関連する黒川清流公園について扱う。

## 新井用水
新井用水（あらいようすい）とは、東京都日野市内を流れる用水路で、主に上田と新井の両地区を流路としている。

### 概要
この水路は、分岐・合流する水路が比較的多いことがあげられる。また、住宅の間や、後述するクランクを越えた下流部などを除けば護岸が親水風に改修されており、市民が水路と触れ合い易いような工夫がなされている。21年現在、新井用水を利用し水稲栽培を行っている営農者は1軒のみである。

### 流域
同市内を流れる「上田用水」の上田にある堰から取水してしばらく歩道の下や民家の合間を通り、途中には「新井用水 ふれあい水路」として親水路に整備された箇所がある。かつてはこの親水路の直近の浅川に取水堰があったが水の出やすい場所であった為、現在は上田用水から分水している。この後、川崎街道をくぐり、住宅街の間を通りながら、分岐先である「上田用水」の支流と再合流する。この後、新川崎街道道路をくぐり他の水路も分岐した後、万願寺地区に入ってから約700メートル近くをほぼ直線に流れ、途中には「大木島公園」という親水公園が存在する。その下流、万願寺と石田の境界線付近にある十字路で道路に沿って直角に2回曲がり浅川に沿う道路へ出て、ここから「新井橋」の手前にある堰まで浅川に沿う。このあたりから合流部まではかなり深いところを通るため立入禁止となっており親水にはなっていない。そして橋の手前にある堰で、浅川へ合流する。

## 上田用水
上田用水（かみだようすい）とは東京都日野市内を流れる用水路のひとつで、主として同市の上田と宮、万願寺地区を流路とする。

### 概要
この水路の特徴として、取水部から豊田用水との合流点付近まで水量が少ないことが挙げられ、そこから先を流れる水のほとんどは豊田用水のものである。また、日野バイパス開通における区画整理により、周囲には田が減り、必然的に支流の数も他の水路より少ないものとなっている。また、万願寺地区では宅地化が進行したため、道路に沿う直線の護岸水路に再整備された。
21年現在、上田用水を利用して水稲栽培を行っている営農者は1軒のみである。万願寺中央公園にある小さな水田は有志の方が管理している。

### 流域
同市川辺堀之内にある浅川の堰から取水するが、近年は浅川の河床が下がり続け、国土交通省の方針もあり蛇籠を使った取水が行えないため、せっかく堰を直しても水が出れば石が流され取水がほぼできない状態となっていることが多い。市民プールの左側を通った後都道159号線を斜めにくぐる。そして、かつて「多摩コース」と呼ばれた自動車教習所が存在したあたりで豊田用水が合流し、ここから先は道路沿いを流れて川崎街道をくぐると日野バイパスに近づき宮 (日野市)へ入る。このあたりは区画整理後も水路の流れを変えていない事からジグザグに流れており、必然的に日野バイパスを計3回くぐる独特の流れ方となっており、この先は万願寺地区を縦断して根川に合流する。

## 黒川用水
黒川用水（くろかわようすい）は東京都日野市内を流れる用水路であり、単に「黒川」や「黒川水路」と呼ばれることもある。

### 概要
日野市東豊田にある黒川清流公園内の湧水を水源としており、護岸の形状は三面護岸と石積み構造が混在している。また、この水路は比較的深い場所に掘られているが水深自体は浅く、流域には当水路を利用する田が無いためか砂泥の堆積も少ない。

### 流域
日野市東豊田にある黒川清流公園西端にあるわさび農園付近が源流で、途中園内にある複数の湧水が合流する。しかし、公園の東端であるJR中央線の築堤からしばらく暗渠となり、住宅街を抜けた先の大字豊田付近で地上に戻る。隠れている距離が長い上に水路の存在をほのめかす物も特に見当たらず、説明が無ければ無関係の水路にも感じる。ここから先は区画整理の進む川辺堀之内地区の谷戸を進むが畑のあった頃の流路は保持されており、日野バイパスの側壁や栗畑も見えてきて坂を下りきると豊田用水に合流する。

### 黒川清流公園
黒川清流公園（くろかわせいりゅうこうえん）は東京都日野市にある公園で
、上述する黒川用水の源流も兼ねている。

#### 概要
この付近には多摩川水系の浅川が流れる日野台地の河岸段丘崖からの湧水（黒川湧水）を水源とする黒川（くろかわ）という川があり、これは黒川用水とも呼ばれて山葵田などの農業用水としても利用されていた。周辺の宅地化が進んだことで多くが暗渠化されたが、この湧水と元からあったクヌギやコナラなどの雑木林を活用して全長600メートルを整備し、1985年（昭和60年）に親水公園として誕生した。公園内は石で作られたベンチや絵が描かれたマンホールがある。公園の背後にある崖線緑地は1975年（昭和50年）に東京都の緑地保存地域に指定されており、公園は環境省の特定植物群落のほか、日野市の植生重要自然地域にも選定されている。

#### 受賞歴
- 国土交通省 手づくり郷土賞平成2年度「生活を支える自然の水部門」受賞。平成18年度同賞大賞受賞[4]

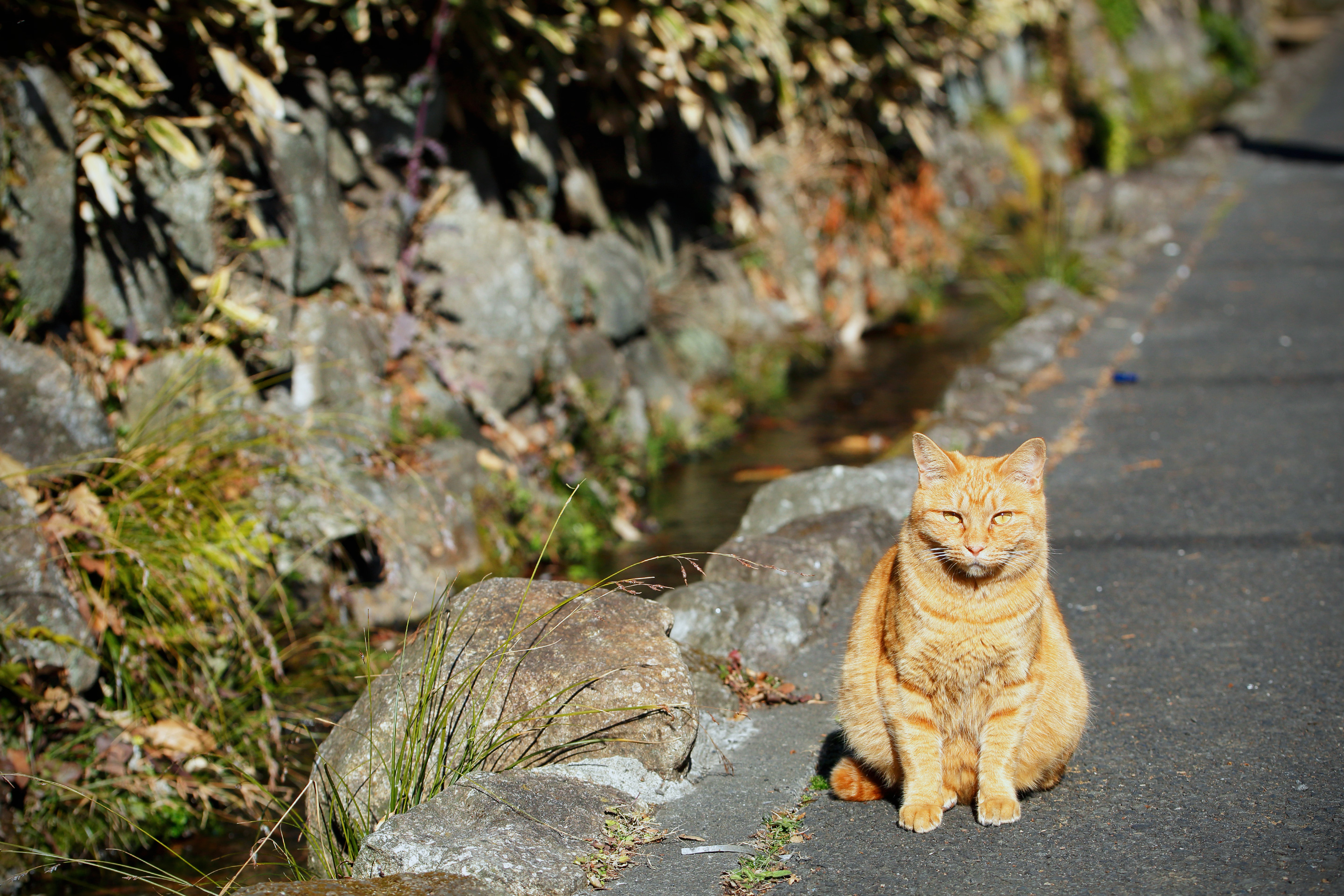
野良猫も多い

#### 主に見られる生物
アオゲラ、ヤマガラ、エナガ、マガモ、カワセミ、ホタル、サワガニ、鯉、カナヘビ、クロカワムシ、ミンミンゼミなど。カブトムシなど
参考
- NACOT 自然観察情報　こもれび　第24号
- ニコン公園散歩
- 日野市観光協会

### 生物
チリメンカワニナと呼ばれるカワニナの一種やモクズガニが生息している。

## 豊田用水
豊田用水（とよだようすい）は、市内のうち主として豊田から川辺堀之内地区を主体に流れる用水路。

### 流域
東京都八王子市を源流とする浅川の滝合橋付近から取水されるが平山橋付近までは並んでおり、そこから先は豊田、東豊田、川辺堀之内地区を通りつつ上田地区で上田用水に合流する。
21年現在、豊田用水を用い水稲栽培を行っている営農者は2軒まで減った。